# Giuseppe La Placa
Giuseppe La Placa (Resuttano, 16 novembre 1962) è un vescovo cattolico italiano, dall'8 maggio 2021 vescovo di Ragusa.

## Biografia
Nasce a Resuttano, in provincia e diocesi di Caltanissetta, il 16 novembre 1962 da Rosario e Giuseppa Rivituso.

### Formazione e ministero sacerdotale
Studia al liceo classico "Pietro Mignosi" di Caltanissetta dove ottiene la maturità nel 1981. Compie i suoi studi teologici presso l'Istituto teologico pastorale "Mons. G. Gruttadauro" di Caltanissetta.
Il 29 giugno 1986 è ordinato presbitero dal vescovo Alfredo Maria Garsia.
Nel 1993 consegue, presso la Pontificia Università Gregoriana, la licenza in filosofia teoretica.
Dal 1986 al 1989 è vicario parrocchiale di San Pietro di Caltanissetta e dal 1989 al 1991 vicario parrocchiale della chiesa madre e di Santa Maria del Rosario in San Cataldo. Dal 1993 al 2002 è vicario parrocchiale di San Biagio di Caltanissetta e dal 1993 al 1998 assistente diocesano della pastorale familiare e direttore diocesano della pastorale giovanile. Direttore dell'Istituto superiore di scienze religiose "Sant'Agostino" dal 1995 al 2001, è anche cappellano delle monache clarisse dal 1998 al 2002. Dal 2000 al 2006 è membro del consiglio di facoltà della Pontificia facoltà teologica di Sicilia "San Giovanni Evangelista", nonché, dal 2002 al 2006, parroco dell'abbazia di Santo Spirito di Caltanissetta.
Dal 1993 è docente di filosofia presso il liceo classico "Pietro Mignosi" e presso l'Istituto teologico pastorale "Mons. G. Guttadauro" di Caltanissetta, diventandone il prefetto. Dal 2002 è assistente spirituale del gruppo di famiglie Notre Dame e dal 2003 gestore della scuola cattolica Giovanni Paolo II di Caltanissetta. Dal 2006 è canonico della cattedrale di Caltanissetta, responsabile diocesano per la formazione permanente del clero, direttore dell'ufficio diocesano per le comunicazioni sociali, assistente diocesano dell'Associazione Guide e Scouts Cattolici Italiani (AGESCI), direttore responsabile del periodico diocesano L'Aurora e del Monitore Diocesano. È iscritto all'ordine dei giornalisti.
Dal 2006 al 2009 è pro-vicario generale della diocesi di Caltanissetta e, dal 2009, vicario generale.
Aderisce alla Comunità dei Figli di Dio, fondata da don Divo Barsotti.

### Ministero episcopale
L'8 maggio 2021 papa Francesco lo nomina vescovo di Ragusa; succede a Carmelo Cuttitta, precedentemente dimessosi per motivi di salute.
Il 16 luglio successivo riceve l'ordinazione episcopale, nella cattedrale di Ragusa, dal vescovo Mario Russotto, co-consacranti gli arcivescovi Salvatore Gristina e Francesco Lomanto e il vescovo Carmelo Cuttitta. Durante la stessa celebrazione prende possesso della diocesi.

## Araldica

### Blasonatura
Partito d'azzurro e d'oro: nel primo alla stella d'argento, nel secondo alla torre al naturale, aperta e finestrata di tre del campo, sormontata da una colomba al naturale, posta di fronte, al volo spiegato e nimbata d'oro; al capo di rosso, caricato di un agnello d'argento, rivoltato, tenente una banderuola dello stesso, crociata di rosso, nimbato e accovacciato su di un libro chiuso d'oro da cui pendono sette sigilli dello stesso.

### Spiegazione dello stemma
Lo stemma di monsignor Giuseppe La Placa esprime da un lato il legame del vescovo alla propria terra di origine, ma dall'altro anche alla diocesi che è chiamato a servire, utilizzando il linguaggio specifico della tradizione araldica e dell'iconografia cristiana.
Lo stemma, infatti, è composto da:
- l'Agnello Pasquale, che è un riferimento a San Giovanni Battista, patrono della diocesi di Ragusa, il quale riconobbe in Gesù Cristo "l'Agnello di Dio", che "toglie i peccati del mondo" (cfr. Gv 1, 29);
- lo sfondo del capo di colore rosso, che simboleggia l'amore del Padre che manda il suo unico Figlio per la nostra salvezza, sacrificandolo come un agnello fino all'effusione del sangue;
- la stella d'argento su sfondo azzurro, che è un riferimento alla Vergine Maria. In particolare, questa simbolo è caratterizzata da 7 raggi, sottolineando che la Madonna è la "Stella matutina", che precede nella storia suo figlio Gesù, il quale è a volte rappresentato con una stella a 8 raggi, per ricordare le Beatitudini evangeliche;
- il colore azzurro dello sfondo, che simboleggia l'incorruttibilità della volta celeste, delle idealità che salgono verso l'alto e rappresenta il distacco dai valori terreni e l'ascesa dell'anima verso Dio;
- la torre, che è un omaggio al paese di Resuttano, città natale del vescovo La Placa e nei cui dintorni ha sede un edificio fortificato del XIV secolo. Questo elemento è presente anche nello stemma comunale;
- la colomba con l'aureola, che simboleggia tradizionalmente lo Spirito Santo, viene posta sulla torre, per evidenziare l'elezione di un vescovo originario di Resuttano, inviato a svolgere la sua missione nella diocesi di Ragusa, e richiamando così un passo del vangelo di Luca: «Lo Spirito del Signore è sopra di me; per questo mi ha consacrato con l'unzione, e mi ha mandato per annunziare ai poveri un lieto messaggio, per proclamare ai prigionieri la liberazione e ai ciechi la vista; per rimettere in libertà gli oppressi, e predicare un anno di grazia del Signore». (Lc 4, 18-19);
- Lo sfondo su cui insistono questi due simboli è di colore oro, il primo tra i metalli nobili e quindi anche simbolo della prima Virtù: la Fede, attraverso la quale possiamo comprendere il messaggio di amore che lo Spirito Santo riversa nei nostri cuori.

### Motto
Sotto lo scudo episcopale è riportato su un cartiglio dorato il motto in latino di monsignor La Placa, che è "In simplicitate cordis", che significa "Con cuore semplice".
Queste parole sono tratte dal primo capitolo del libro della Sapienza, in cui è scritto:
(Libro della Sapienza 1, 1-2)

## Genealogia episcopale
La genealogia episcopale è:
- Cardinale Scipione Rebiba
- Cardinale Giulio Antonio Santori
- Cardinale Girolamo Bernerio, O.P.
- Arcivescovo Galeazzo Sanvitale
- Cardinale Ludovico Ludovisi
- Cardinale Luigi Caetani
- Cardinale Ulderico Carpegna

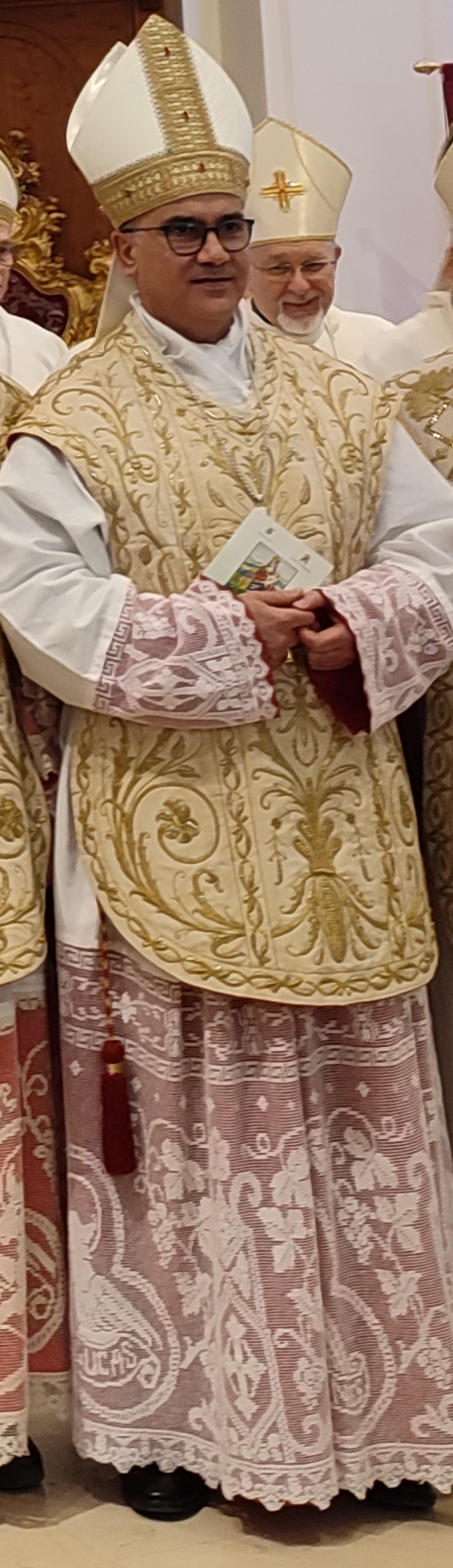
Mons. Giuseppe La Placa il 18 marzo 2023

- Cardinale Paluzzo Paluzzi Altieri degli Albertoni
- Papa Benedetto XIII
- Papa Benedetto XIV
- Cardinale Enrico Enriquez
- Arcivescovo Manuel Quintano Bonifaz
- Cardinale Buenaventura Córdoba Espinosa de la Cerda
- Cardinale Giuseppe Maria Doria Pamphilj
- Papa Pio VIII
- Papa Pio IX
- Cardinale Gustav Adolf von Hohenlohe-Schillingsfürst
- Arcivescovo Salvatore Magnasco
- Cardinale Gaetano Alimonda
- Cardinale Agostino Richelmy
- Arcivescovo Angelo Bartolomasi
- Arcivescovo Ferdinando Bernardi
- Arcivescovo Francesco Minerva
- Cardinale Salvatore De Giorgi
- Vescovo Mario Russotto
- Vescovo Giuseppe La Placa

## Opere
- Giuseppe La Placa, Eutanasia: una questione tra filosofia, etica e diritto, Caltanissetta, Salvatore Sciascia, 1998, ISBN 88-8241-022-6, OCLC 50339853.
- Giuseppe La Placa e Mario Russotto, Unus grex unus pastor: scritti in onore di s.e. mons. Mario Russotto vescovo di Caltanissetta, Caltanissetta, Centro studi monsignor Giovanni Jacono, 2013, ISBN 88-98226-05-5, OCLC 898717010.